# Chakassia al Turkvision Song Contest
La Chakassia ha partecipato a 3 edizioni del Turkvision Song Contest a partire dal  2013. La rete che cura le varie partecipazioni è la Arkhyz 24. Si ritira nel 2015 per tornare poi nel 2017.

## Partecipazioni
- Primo posto
- Secondo posto
- Terzo posto
- Ultimo posto

| Anno                            | Artista         | Canzone             | Posizione           | Punti               | Note                |
| ------------------------------- | --------------- | ------------------- | ------------------- | ------------------- | ------------------- |
| 2013                            | Vladimir Dorju  | "Tus Çirinde"       | -                   | -                   | [ 1 ]               |
| 2014                            | Sayana Saburova | "Alzhaas"           | -                   | -                   | [ 1 ]               |
| Nessuna partecipazione nel 2015 |                 |                     |                     |                     |                     |
| 2017                            | İrenek Han      | Edizione cancellata | Edizione cancellata | Edizione cancellata | Edizione cancellata |
| 2020                            | Dar'ja Tačeeva  | Ot čaljnda          | 11                  | 181                 |                     |